# Leo Sheng
Leo Sheng (nacido en 1996)  es un actor y activista chino-estadounidense. Es conocido por interpretar a Micah Lee en The L Word: Generation Q. Ganó fama después de documentar públicamente su transición en YouTube e Instagram. En 2018 tuvo su primer papel principal en la película Adam, del director trans Rhys Ernst. Sheng también apareció en el documental Disclosure.

## Biografía
Sheng nació en Hunan, China y fue adoptado y criado en Ypsilanti, Michigan por una pareja de lesbianas estadounidenses. Recibió su licenciatura en sociología de la Universidad de Míchigan. Sheng se graduó en 2017 y fue aceptado en el programa de posgrado en trabajo social de la universidad, pero lo dejó al obtener un papel como actor en la película Adam.
Sheng actualmente reside en Los Ángeles y se identifica como un hombre trans queer.